# دومینیکا چرکونکوا
دومینیکا چرکونکوا (به انگلیسی: Dominika Červenková) ژیمناست زادهٔ ۱۸ مهٔ ۱۹۸۸ میلادی اهل کشور جمهوری چک است.